# Macromitrium osculatianum
Macromitrium osculatianum är en bladmossart som beskrevs av De Notaris 1859. Macromitrium osculatianum ingår i släktet Macromitrium och familjen Orthotrichaceae. Inga underarter finns listade i Catalogue of Life.